# Marie Pilátová
Marie Pilátová (14. května 1921 Hoštice – 20. ledna 2015 Hoštice) byla česká herečka, známá jako Konopníková z komediální trilogie Slunce, seno... režiséra Zdeňka Trošky.
V roli vesnické tety Konopníkové se objevila v komediích Slunce, seno, jahody, Slunce, seno a pár facek a Slunce, seno, erotika. Žila v jihočeské obci Hoštice, kde se výše uvedené komedie natáčely. Zemřela 20. ledna 2015, osudnou se jí stala krátká chřipka. Marie Pilátová byla do poslední chvíle velmi vitální, o vše se starala sama (mj. příprava dřeva na zimu, úklid, vaření,...). Do své smrti také po obci průvodcovala návštěvníky Hoštic, pamatovala si historii i okolních vesnic. Poslední rozhovor poskytla v létě 2014 deníku Blesk, a to při příležitosti 30 let od premiéry filmu Slunce, seno, jahody. Byla dlouholetou členkou ČSL/KDU-ČSL.